# Lijst van voetbalinterlands Centraal-Afrikaanse Republiek - Congo-Kinshasa (vrouwen)
Deze lijst van voetbalinterlands is een overzicht van alle officiële voetbalinterlands tussen de nationale vrouwenteams van de Centraal-Afrikaanse Republiek en Congo-Kinshasa. De landen hebben tot nu toe één keer tegen elkaar gespeeld.

## Wedstrijden
| № | Plaats  | Datum            | Competitie               | Wedstrijd                                      | Uitslag |
| - | ------- | ---------------- | ------------------------ | ---------------------------------------------- | ------- |
| 1 | Mongomo | 22 februari 2020 | UNIFFAC Women's Cup 2020 | Congo-Kinshasa − Centraal-Afrikaanse Republiek | 4 − 0   |

## Samenvatting
| Competitie          | Totaal gespeeld | Winst Centraal-Afrikaanse Republiek | Gelijk | Winst Congo-Kinshasa | Doelsaldo Centraal-Afrikaanse Republiek – Congo-Kinshasa |
| ------------------- | --------------- | ----------------------------------- | ------ | -------------------- | -------------------------------------------------------- |
| UNIFFAC Women's Cup | 1               | 0                                   | 0      | 1                    | 0 − 4                                                    |
| Totaal              | 1               | 0                                   | 0      | 1                    | 0 − 4                                                    |